# Visabeira
Visabeira (ou Grupo Visabeira SGPS) é um conglomerado gestor de participações sociais.
A actividade do Grupo Visabeira teve início em Viseu no ano de 1980. No fim dos anos 90 internacionalizou-se em Angola e Moçambique, pelo que presentemente se encontra de uma maneira directa ou indirecta no Brasil, Espanha, França, Bulgária, México e Marrocos.
Em Junho de 2007, o Grupo Visabeira comprou 2% das acções da Portugal Telecom, reforçando a sua posição de mercado.
Detém 30% da manutenção das telecomunicações francesas atrevés da Constructel.
A 19 de Janeiro de 2009, por intermédio da Cerutil, empresa pertencente ao grupo, lança uma OPA à Vista Alegre.
Em Abril de 2009, adquire as Faianças Artísticas Bordalo Pinheiro.
Em Agosto de 2009 inaugura o Aguieira Lake Resort and Spa e o Hotel de Charme Casa da Ínsua.
É presentemente o maior grupo empresarial do distrito de Viseu. Só na cidade de Viseu trabalham directamente para a Visabeira cerca de 1300 pessoas.
Atualmente o grupo divide-se em 4 áreas de negócio - telecomunicações, energia, tecnologia e construção. Está presente em 15 países e comercializa os seus produtos e serviços para mais de 70 nações.

## Estrutura
Actualmente o grupo subdivide-se em 5 sub-holdings: 
- Visabeira Global SGPS
  - Viatel (Infra-Estruturas e Telecomunicações)
  - Edivisa (Construção civil e obras publicas)
  - PDT (Projectos de Telecomunicações)
- Visabeira Indústria SGPS
  - Vista Alegre (Cerâmica & Cristalaria)
  - Bordallo Pinheiro (Cerâmica & Cristalaria)
  - Pinewells (Recursos naturais)
  - MOB (Cozinha)
  - Granbeira (Pedras e betão pronto)
- Visabeira Turismo SGPS
  - Montebelo Hotels & Resorts S.A.
  - Palácio do Gelo Shopping
- Visabeira Imobiliária SGPS
  - Imovisa
  - Visabeira House
- Visabeira Participações SGPS
  - Autovisa
  - Visauto

Actualmente encontra-se em funcionamento em Viseu o Palácio do Gelo, com cerca de 174 mil metros quadrados, o quarto maior centro comercial de Portugal, inaugurado a 15 de Abril de 2008.
Em agosto de 2025, a Visabeira Indústria lançou uma OPA sobre a Martifer para ficar com 37,5% da empresa.

## Atividade financeira

### 2013
Em 2013, o Grupo Visabeira registou um volume de negócios no valor de 563 milhões de euros, um acréscimo de 5,4% face ao ano anterior.
O resultado líquido atingiu os 4,4 milhões de euros.

### 2014
Em 2014, o Grupo Visabeira registou um forte impulso operacional que possibilitou um aumento significativo do volume de negócios. O grupo atingiu os 632 milhões de euros, com um crescimento de 12,2% relativamente ao ano anterior. Os países com maior contribuição para este crescimento foram: França, Angola, Moçambique, Espanha, Alemanha, Bélgica, Brasil, Estados Unidos, Dinamarca e Holanda.
A área de negócios que teve maior peso foi a Visabeira Global, com um contributo de 72% do volume de negócios total e de 58% no EBITDA.
O Grupo Visabeira atingiu um dos mais elevados resultados líquidos, registando 13,2 milhões de euros face aos 5,2 milhões de euros no ano anterior.

### 2015
O volume de negócios de 2015 ultrapassou o valor do ano anterior, atingindo os 681 milhões de euros, um crescimento de 7,8%.
Durante este ano, o Grupo Visabeira continuou com o reforço da sua estratégia de internacionalização, o que justificou o crescimento do volume de negócios gerado fora de Portugal. Os países do mercado externo com maior peso no volume de negócios foram: França, Angola e Moçambique.
À semelhança do ano anterior, o Grupo Visabeira conseguiu atingir um dos mais elevados resultados líquidos da sua história, 20,5 milhões de euros.

### 2016
O Grupo Visabeira encerra o ano de 2016 com um volume de negócios consolidado de 601 milhões de euros.
Seguindo a sua forte aposta na estratégia de internacionalização, países como França, Angola e Moçambique continuam a ser os principais agentes que contribuem para o volume de negócios dos mercados externos do Grupo.

### 2017
O Grupo Visabeira atingiu, em 2017, um volume de negócios consolidado de 638 milhões de euros, alcançando novos máximos históricos.
A Visabeira Global, a principal sub holding do Grupo, representa 71% do volume de negócios consolidado e 63% do EBITDA. As empresas do centro/norte da Europa (França, Bélgica, Alemanha, Itália e Dinamarca) contribuíram com 207 milhões de euros para o volume de negócios desta sub holding.
A Visabeira Indústria contribuiu com 20% para o volume de negócios consolidado do Grupo, atingindo os 127 milhões de euros, com um contributo de 22 milhões para o EBITDA.
A Visabeira Turismo atingiu um volume de negócios de 35 milhões de euros, representando quase 6% do volume de negócios consolidado do Grupo, com um EBITDA de 16 milhões de euros.

## Presença no Mundo
O grupo tem várias empresas espalhadas por toda a Europa. Já os seus produtos e serviços estão disponíveis em países como: Irlanda, Países Baixos, Estónia, Letónia, Lituânia, Luxemburgo, Suíça, Mónaco, Itália, Malta, República Checa, Áustria, Hungria, Grécia, Sérvia, Roménia, Turquia, Chipre, Azerbaijão, Cazaquistão, Kuwait, Tunísia, entre outros.